# キム・ポリング
キム・ポリング（Kim Polling、1991年2月8日 - ）は、イタリアの柔道選手。オランダのフローニンゲン州・ゼーフェンハウゼン出身。階級は70kg級。身長175cm。インホーランド応用科学大学に在学していた。

## 人物
ポリングは子供の頃にADHDを患っていたが、ADHD対策には柔道が効果的だという記事の影響を受けて7歳の時にchi-do柔道協会で柔道を始めた。そして、実際にそれを克服していった。その後、2008年にはハールレムのKenamju柔道クラブに移った。2010年にはヨーロッパジュニアで優勝すると、世界ジュニアでも優勝を果たした。2011年にはユニバーシアードでも優勝を飾った。2012年はケガで長期療養を余儀なくされた。2013年2月には復帰戦となるヨーロッパオープン・ソフィアで優勝を飾ると、続くグランドスラム・パリでも準々決勝でロンドンオリンピック金メダリストである地元のリュシ・ドコスを裏投で破るなどして、こちらも優勝を成し遂げた。さらに、グランプリ・デュッセルドルフでもオール一本勝ちで優勝を飾った。4月のヨーロッパ選手権でも優勝した。5月にはランキング上位選手で競われるワールドマスターズでも、パリに続いてドコスを破るなどして優勝を飾り、5月27日付けの世界ランキングは1位となった。その後、膝のケガの影響もあってか、8月の世界選手権では準々決勝で韓国の金省然に背負投の技ありで敗れたが、その後敗者復活戦を勝ち上がって3位になった。11月にはグランプリ・アブダビでは優勝するが、グランドスラム・東京では決勝で日本の新井千鶴に内股の有効で敗れて2位だった。2014年にはヨーロッパ選手権で2連覇を飾った。世界選手権では優勝候補筆頭として臨みながら、準決勝でコロンビアのジュリ・アルベアルに有効、技あり、一本と立て続けにポイントを奪われて完敗すると、3位決定戦でもポーランドのキャサリン・クライスに逆転負けを喫して5位に終わった。その後、コーチを務めていたマリョレイン・ファンウーネンと袂を分かってマールテン・アレンスを新たなコーチに迎えた。2015年5月のワールドマスターズでは2連覇を飾った。6月にはバクーで開催されたヨーロッパ選手権を兼ねたヨーロッパ競技大会において3連覇を達成した。世界選手権では準々決勝でスペインのマリア・ベルナベウに技ありで敗れるなどして7位に終わった。2016年のヨーロッパ選手権は5位だった。ワールドマスターズでは3連覇を果たしたが、2016年のリオデジャネイロオリンピックでは初戦となる2回戦で日本の田知本遥と対戦し、GSに入ってから有効を取られて敗れた。オランダチームはリオデジャネイロオリンピックで銅メダル1個に終わったことから、代表レベルの選手をアーネムにあるナショナルトレーニングセンターで集中的に強化する方針を打ち出した。そのため、友人のいるイタリアでトレーニングを積んでいるポリングは、イタリアへの国籍変更の可能性を示唆したが、結果的にオランダ国籍にとどまった。なお、2013年から2016年まで4年続けて世界ランキング年間1位になった。2018年のヨーロッパ選手権では優勝した。2019年のグランドスラム・アブダビでは優勝するも、グランドスラム・大阪では準々決勝で新井を裏投で破るも、決勝で大野陽子に送襟絞で敗れて2位だった。ワールドマスターズでは決勝で同僚のサンネ・ファンデイケを破って、今大会4度目の優勝を果たした。その後も国内のライバルであるファンデイケと2021年の東京オリンピック代表争いを演じていたが、結果として選ばれなかった。2023年の世界団体では3位になった。2024年のパリオリンピックは夫の出身国であるイタリアからの出場が可能となった。イタリア代表として出場した2024年の世界選手権では7位だった。昨年オランダ代表の一員として3位になった世界団体では、イタリア代表として3位になった。パリオリンピックでは2回戦で敗れた。
IJF世界ランキングは5383ポイント獲得で22位(24/7/22現在)。

## 主な戦績
70kg級の戦績
- 2006年 - ドイツカデ国際　2位
- 2007年 - ドイツカデ国際　優勝
- 2007年 - ヨーロッパカデ柔道選手権大会　2位
- 2008年 - ドイツジュニア国際　3位
- 2008年 - 世界ジュニア　7位
- 2009年 - ヨーロッパジュニア　2位
- 2010年 - ベルギー国際　ジュニアの部　優勝　シニアの部　2位
- 2010年 - ロシアジュニア国際　優勝
- 2010年 - ワールドカップ・タリン　優勝
- 2010年 - ドイツジュニア国際　優勝
- 2010年 - ヨーロッパジュニア　優勝
- 2010年 - ワールドカップ・バーミンガム　優勝
- 2010年 - 世界ジュニア　優勝
- 2011年 - ベルギー国際　2位
- 2011年 - ワールドカップ・オーバーヴァルト　3位
- 2011年 - ワールドカップ・マドリード　優勝
- 2011年 - ユニバーシアード　優勝
- 2011年 - グランプリ・青島　5位
- 2012年 - ワールドカップ・ソフィア　3位
- 2012年 - ワールドカップ・ワルシャワ　2位
- 2013年 - ヨーロッパオープン・ソフィア　優勝
- 2013年 - グランドスラム・パリ　優勝
- 2013年 - グランプリ・デュッセルドルフ　優勝
- 2013年 - ヨーロッパ選手権　優勝
- 2013年 - ワールドマスターズ 優勝
- 2013年 - 世界選手権　3位
- 2013年 - グランプリ・アブダビ　優勝
- 2013年 - グランドスラム・東京 2位
- 2014年 - ヨーロッパ選手権　優勝
- 2014年 - グランドスラム・バクー　優勝
- 2014年 - 世界選手権　5位
- 2015年 - グランドスラム・バクー　2位
- 2015年 - ワールドマスターズ　優勝
- 2015年 - ヨーロッパ競技大会　優勝
- 2015年 - 世界選手権　7位
- 2015年 - グランドスラム・パリ　3位
- 2015年 - グランドスラム・アブダビ　2位
- 2016年 - グランプリ・トビリシ　優勝
- 2016年 - ヨーロッパ選手権　5位
- 2016年 -　ワールドマスターズ　優勝
- 2017年 - グランドスラム・アブダビ　2位
- 2017年 - グランプリ・ハーグ 優勝
- 2018年 -　グランプリ・チュニス　優勝
- 2018年 -　グランドスラム・パリ　3位
- 2018年 - ヨーロッパ選手権　優勝
- 2019年 - グランプリ・ザグレブ　2位
- 2019年 -　グランドスラム・アブダビ　優勝
- 2019年 -　グランドスラム・大阪　2位
- 2019年 -　ワールドマスターズ　優勝
- 2021年 -　ワールドマスターズ　3位
- 2021年 -　グランドスラム・テルアビブ　5位
- 2021年 -　グランドスラム・アンタルヤ　優勝
- 2021年 -　ヨーロッパ選手権　5位
- 2022年 -　ワールドマスターズ　5位
- 2023年 -　グランドスラム・パリ　3位
- 2023年 -　世界団体　3位
- 2023年 -　グランドスラム・アスタナ　3位
- 2023年 -　グランドスラム・東京　7位
- 2024年 - グランドスラム・アスタナ　3位
- 2024年 - 世界選手権　7位
- 2024年 -　世界団体　3位

(出典、JudoInside.com)